# Epidemiologia da violência
Epidemiologia da violência, a rigor, é a aplicação da epidemiologia, enquanto estudo da freqüência de agravos à saúde e seus determinantes no estudo da violência, o ato violento (agressão) de constrangimento físico ou moral, através do uso da força e coação, como se denomina na esfera jurídica.
A violência constitui um problema global, que resulta em impactos sociais, psicológicos, econômicos e previdenciários, que sobrecarregam os serviços de saúde e afetam milhões de pessoas e comunidades, em todo o mundo. É um fenômeno multicausal e complexo, em que todas as pessoas estão suscetíveis, especialmente homens jovens, nos centros urbanos. 
No processo histórico de constituição da epidemiologia enquanto ciência, esta se desenvolveu a partir do estudo das doenças infecciosas e desenvolveu ferramentas conceituais, medidas de morbidade, mortalidade e estratégias para o seu controle destacando-se os métodos de vigilância epidemiológica e o método de classificar e analisar  isoladamente cada aspecto ou forma da violência enquanto fenômenos distintos: a violência doméstica, contra o idoso, a mulher, criança, a violência sexual, etc.

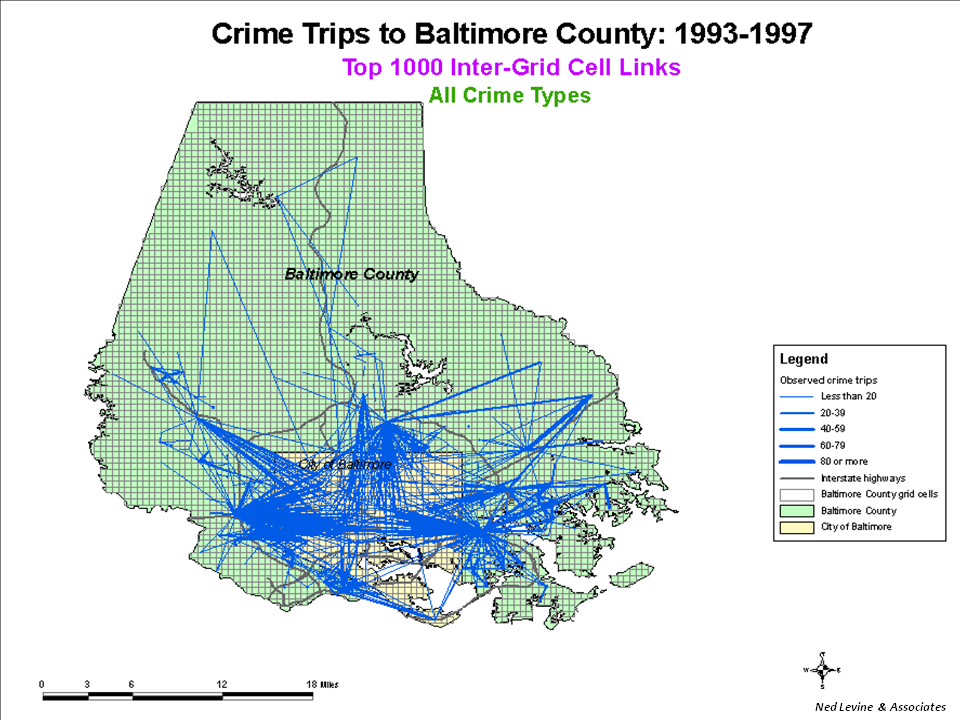
Rotas com risco crime no condado de Baltimore cartograma produzido no módulo CrimeStat Demand Crime Travel no software livre CrimeStat, desenvolvido pelo National Institute of Justice (EUA).

Naturalmente há diversos problemas de natureza conceitual nessa abordagem que, segundo Minayo e Souza exige colaboração interdisciplinar e intervenção pública com ação multiprofissional. Estudando as relações entre os processos de exclusão e a violência doméstica, Isabel Dias observa que existe certa opacidade em ambos os referidos objetos, ou seja, diversas forma de violência doméstica e de exclusão social que não serão vistas.
Outro exemplo ilustrativo no caso do estudo da violência é a complexidade do estudo da guerra, guerrilha ou crime organizado, especialmente a primeira enquanto freqüência de agravos de ocorrência sobre uma população, não havendo possibilidade de estabelecer algo comparável ao nível endêmico ou ocorrência esperada do fenômeno.
O mesmo pode ser dito quanto ao estudo dos fatores determinantes especialmente da esfera psíquica (utilizando-se uma abordagem psicanalítica por exemplo, independente da sua utilidade para compreensão da motivação de ação de um sociopata (serial killer) ou fatores causais do suicídio apesar da descrição possa bem dimensionar o problema. Inclusive pode-se considerar os estudo de Émile Durkheim (1858 - 1917) sobre suicídio um precursor dessa aplicação.
Os estudos epidemiológicos sobre a violência aproximam-se dos estudos das doenças crônicas de etiologia multicausal ou de múltiplas causas e múltiplos efeitos, onde apesar da limitação por simplificação da realidade, aplica-se o modelo de rede de causas.